# (23417) 1979 MU6
1979 أم يو 6 (ويعرف أيضًا باسم (23417) 1979 أم يو 6 وفق تسمية الكوكب الصغير) (بالإنجليزية: 1979 MU6)‏ هو كويكب ضمن حزام الكويكبات؛ وترتيبه 23417 من حيث الاكتشاف.
اكتُشف هذا الجُرم الفلكي بواسطة شيلت جون بوبي في 25 يونيو 1979.

## وصلات خارجية
- (23417) 1979 MU6 في قاعدة بيانات مختبر الدفع النفاث لأجرام النظام الشمسي الصغيرة

- الاكتشاف · مخطط المدار ·  العناصر المدارية · المعلمات المادية

- (23417) 1979 MU6 على موقع ويكي سكاي: DSS2, SDSS, GALEX, IRAS, Hydrogen α, X-Ray, Astrophoto, Sky Map, Articles and images